# Associação Desportiva Ovarense (nogomet)
Associação Desportiva Ovarense je nogometna sekcija športskog društva iz gradića Ovara, gradića u okrugu Aveiro na portugalskom sjeveru. Klub je utemeljen 19. prosinca 1921. godine.
Klupske su boje crvena, crna i bijela.

## Klupski uspjesi
- pobjednici 3ª Divisão 1949/50.
- pobjednici 2ª Divisão B 1990/91. i 1999/2000.

## Vanjske poveznice
- Službene stranice nogometnog kluba  Arhivirana inačica izvorne stranice od 22. lipnja 2019. (Wayback Machine)